# Think City

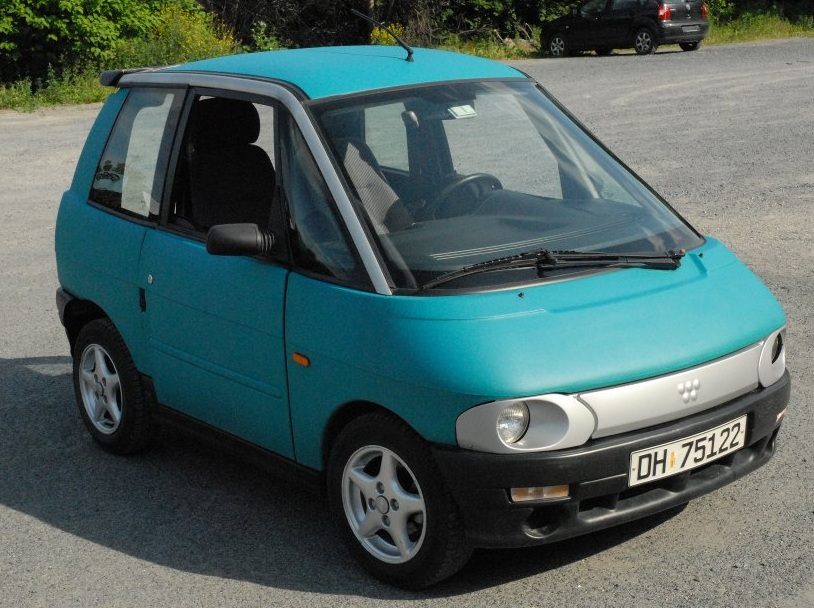
Der Pivco-PIV 3 von Pivco Industries

Der Think City ist ein Elektroauto-Modell vom norwegischen Unternehmen Think Global, das von 2007 bis 2011 hergestellt wurde.

## Geschichte des Unternehmens

### Pivco Industries und Aufkauf durch Ford
Ford hatte 1999 die Aktienmehrheit des kleinen norwegischen Fahrzeugherstellers Pivco Industries erworben und das Unternehmen in Think Nordic AS umbenannt, um dessen Elektroauto-Entwicklung in Gestalt des seinerzeit aktuellen Modells PIV 4 – unter dem neuen Namen Think City (A266) – mit in das eigene Portfolio aufnehmen zu können. Hintergrund war eine gesetzliche Verordnung des California Air Resources Board, einer Umweltbehörde in Kalifornien (USA), welche der Automobilindustrie auferlegte, in stufenweiser Anhebung bis zum Jahre 2005 mindestens 10 % ihrer Fahrzeuge ohne Emissionsausstoß zu produzieren. Gegen diese Verordnung wurde 2001 eine juristische Klage angestrengt.
Nachdem die Umsetzung dieser Verordnung durch einen Beschluss des Gerichts des Bundesstaates Kalifornien im Juni 2002 untersagt worden ist, wurde das entstandene Tochterunternehmen Think Nordic AS, das von Ford noch zusätzlich mit den Geschäftssparten Think Technology und Think Mobility flankiert worden war, in Gestalt der Think Group im Februar 2003 wieder verkauft, obwohl noch kurz zuvor die komplette Produktionsstätte auf das Nachfolgemodell (A306) umgerüstet worden war. Als Begründung für den Verkauf gab Ford an, der Verkauf der Think-City-Elektroautos hätte sich als nicht so erfolgreich herausgestellt, wie die Verantwortlichen sich dies erhofft hätten, und umweltfreundliche Alternativen wie das Hybridauto seien inzwischen zur Marktreife entwickelt worden. Außerdem hätte man sich mehr politische Initiative erhofft, welche den Markt für Elektroautos unterstützt. In den zweieinhalb Jahren (vom November 1999 bis März 2002) hat Ford 1005 Fahrzeuge vom Typ A266 produziert, die in 14 Länder verkauft wurden. Die Verkaufszahlen waren, aus der Sicht eines Automobil-Großkonzerns – wie Ford – betrachtet, nicht so befriedigend, dass nach Änderung der juristischen Reallage in Kalifornien man noch so ohne Weiteres bereit gewesen wäre, sich im Marktsegment der Elektroautos weiter zu engagieren.

### Stopp des Elektroautoprogramms durch Ford und Verkauf an KamKorp
Obwohl es z. B. in den USA noch lange Wartelisten für potentielle Käufer gab, sollten 440 Stück davon – bei denen der Leasingvertrag mit Ford ausgelaufen war – der Verschrottung zum Opfer fallen. Erst einige interessierte Käufer und nicht zuletzt Greenpeace haben den 440 Autos dazu verholfen, dass sie weiterhin im Einsatz sind.
Durch die Beendigung der Produktion des Think City seitens Ford im August 2002 war die Zukunft von Think Nordic lange Zeit ungewiss und eine Weiterentwicklung oder gar erneute Massenproduktion sehr unwahrscheinlich.
Erst nachdem im Februar 2003 KamKorp Microelectronics Inc (Schweiz) die Firma aufgekauft hatte, ging es wieder vorwärts. Bereits ein Jahr später im März 2004 wurde der gemeinsam entwickelte Prototyp des Think Public der Öffentlichkeit vorgestellt.

### Wirtschaftliche Schieflage, Neuausrichtung und Sanierung
Das Geschäftskonzept für den Microbus Think Public sah vor, dass dieser von Kunden zum Zwecke des innerstädtischen Verkehrs gemietet werden sollte. Doch haperte es an der Umsetzung. Dadurch geriet das Unternehmen Ende 2005 / Anfang 2006 in eine wirtschaftliche Schieflage (Konkurs ungefähr im Februar 2006). In der Folge wurde Ende März 2006 Think Nordic an die norwegische Investorengruppe InSpire verkauft, die das Unternehmen in Think Global umbenannte und ihm, abgesehen von der Sanierung, eine andere Ausrichtung und Produktpolitik verordnete: ihr erklärtes Ziel war es, Think Global zu einem reinen Elektrofahrzeughersteller zu machen, welcher eine Anzahl an Modellen in Gestalt einer Produktpalette am Markt bereithält, die unterschiedlichen Nutzerbedürfnissen gerecht wird.
Ab November 2007 produzierte Think Global AS ein verbessertes Modell des Think City, das zusätzlich mit ABS, Klimaanlage, elektrischen Fensterhebern, Airbags, Servolenkung und einem Sonnendach ausgestattet wurde. Wegweisend war jedoch die Ausstattung mit einer optionalen Telematikeinheit (RAC – Remote Access Control), wodurch das Auto ab Werk als Carsharingfahrzeug eingesetzt werden konnte. Autos mit dieser Option haben einen Knopf mit der Beschriftung "Assist" in der Mittelkonsole. Drückte man diesen Knopf länger, wurde man mit einem Callcenter verbunden, ähnlich wie es GM Onstar oder andere Anbieter auch anbieten.
Im März 2008 gelang Think Global eine Vereinbarung zur Kooperation mit dem Lithium-Ionen-Akkuhersteller und General-Electric-Tochterunternehmen A123 Systems. General Electric investierte zusätzlich vier Millionen US-Dollar in Think Global und weitere 20 Millionen US-Dollar in A123 Systems, um bei dem Tochterunternehmen die Produktionskapazität aufzustocken und dieses so in die Lage zu versetzen, die benötigten Lithium-Ionen-Akkus an Think liefern zu können.
Entgegen dem Geiste der Abmachung vom März testete dennoch Think Global im Juni des gleichen Jahres erfolgreich drei Lithium-Ionen-Akkupacks der Firma EnerDel – eines Konkurrenten von A123 Systems – an Versuchsfahrzeugen in der Nähe von Indianapolis, an einem vorgeplanten Produktionsstandort von Think.
Trotz der sichtbaren Fortschritte, die das Unternehmen machte, verbunden mit dem Ziel, die Stückzahl weit über 2500 pro Jahr zu steigern, geriet Think Global Mitte Dezember 2008 in einen finanziellen Engpass, sodass Think-Chef Richard Canny mitteilte, das Unternehmen benötige für seine kurzfristigen Finanzoperationen dringend umgerechnet zwischen 14,5 und 29 Millionen US-Dollar an Kreditbürgschaften von der norwegischen Regierung, andernfalls müsse die Produktion angehalten und erst im Folgejahr fortgeführt und bis zu 70 Prozent der Belegschaft entlassen werden. Es galt, Kreditlinien, welche von den Banken bewilligt werden mussten, abzusichern. Ein Intervenieren durch Charles Gassenheimer, dem Chef des Akkulieferanten EnerDel, sorgte im Januar 2009 für die Gewährung einer Kreditbürgschaft in Höhe von 40 Millionen Norwegischen Kronen (5,69 Millionen US-Dollar), sodass die Kurzfrist-Liquidität gewährleistet blieb.
Ende August 2009 konnte schließlich eine Rekapitalisierung des Unternehmens durch bestehende und neue Investoren gemeldet werden: danach stieg der US-Akkuhersteller Ener1 (Fort Lauderdale, Florida), Mutterkonzern von EnerDel, mit 31 Prozent Anteil bei Think Global ein; ferner traten RockPort Capital Partners (Boston, Massachusetts), Element Partners (Philadelphia) und Kleiner Perkins (Palo Alto, Californien) hinzu, des Weiteren Valmet Automotive mit Sitz in Finnland sowie Investinor, ein von der norwegischen Regierung gestützter Investment-Fonds. Für die Minderheitsbeteiligung von Valmet Automotive an Think Global und die vereinbarte technische Zusammenarbeit beider Unternehmen erhielt Valmet die Erlaubnis, den Think City in Finnland bauen zu dürfen. Doch nicht nur das: mit diesem Schritt ging die Auslagerung der in Norwegen ansässigen Fahrzeugmontage nach Finnland einher. Tatsächlich ist die Produktion der Fahrzeuge des Think City im Dezember 2009 dann bei Valmet in Uusikaupunki/Finnland gestartet.
Für den Einstieg von Ener1 bei Think Global erhielt EnerDel im Gegenzug längerfristige Exklusivrechte für die Belieferung von Think mit Akkus zur Bestückung von dessen seinerzeitigen und bevorstehenden Modellen. Diese Exklusivrechte betrafen wohl nur die Fahrzeuge, welche Think Global in den USA zu produzieren gedachte, denn Think hat zu einem späteren Zeitpunkt, nämlich am 25. Januar 2010, bekanntgegeben, dass EnerDel von da an für die Belieferung sämtlicher in den USA und 60 Prozent der in Europa produzierten Fahrzeuge mit Akkus beauftragt sein würde. Dies bedeutet, dass A123 Systems Think Global mit einem Teil der restlichen 40 Prozent der Akkus für Fahrzeuge in Europa beliefert und somit die Beziehung zwischen Think Global und A123 Systems nicht einfach aufgelöst, sondern vereinbarungsgemäß weitergeführt worden ist, da A123 Systems und EnerDel auch schon vorher Think Global mit Akkus beliefert haben und dementsprechend eine gewisse Kontinuität in den Geschäftsbeziehungen der drei Firmen untereinander bestanden hat.
Im Jahr 2010 wurde von Think Global in Elkhart im US-Bundesstaat Indiana ein neues Fahrzeugwerk eröffnet. Die ersten Fahrzeuge aus der dortigen Produktion sind Mitte Dezember 2010 ausgeliefert worden.
Im März 2011 hat Valmet Automotive seine Produktion des Think City EV in Finnland bis auf Weiteres ausgesetzt. Auch von Think in Norwegen wurde angedeutet, dass die Nachfrage am Modell City zu Jahresbeginn äußerst verhalten war. Dies hat Think Global erneut in finanzielle Nöte gebracht, da mit einer solchen Entscheidung die gesamte europäische Produktion von Think Global faktisch zum Erliegen kam.
Im Mai 2011 hat Ener1 sein millionenschweres Investment in den kriselnden norwegischen Elektroautohersteller Think Global abgeschrieben und alle Anteile an der Think Holding zurückgegeben.

### Insolvenz und anschließende Übernahme durch den russischen Investor Zingarewitsch
Am 22. Juni 2011 hat ein Treuhänder der norwegischen Insolvenzverwaltungsgesellschaft Thommessen die Kontrolle über Think Global AS übernommen, nachdem das Unternehmen Konkurs anmelden musste. Die norwegische Finanz- und Wirtschaftszeitung Dagens Næringsliv hat in ihrer Ausgabe vom 19. Juli 2011 berichtet, dass der norwegische Autobauer Think Global AS an den russischen Geschäftsmann Boris Zingarewitsch verkauft worden ist. Die Entscheidung darüber war gefallen, nachdem ein vom Gericht beauftragter Treuhänder Zingarewitsch zum Gewinner der Bieterrunde gekürt hatte. Zingarewitsch lenkt seine Investment-Operationen vom russischen Sankt Petersburg aus und ist auch Anteilseigner des Batterielieferanten Ener1. Die Verbindlichkeiten von Think Global AS an Ener1 sollen sich zuletzt auf etwa 450 bis 500 Mio. Norwegische Kronen belaufen haben. Die geschäftlichen Transaktionen sind wohl bis zum 20. Juli 2011 abgeschlossen worden. Die Bereiche Think Nordamerika und Think Vereinigtes Königreich waren in dem Geschäft mit inbegriffen. Zingarewitsch hatte mit Ener1 und Valmet Automotive ein "Memorandum of Understanding" vereinbart, wonach jener mit den beiden Unternehmen kooperiert, um den norwegischen Autobauer Think wieder flott zu bekommen. Am 26. Januar 2012 wurde der Batterielieferant von Think Global, Ener1, insolvent. Das Unternehmen überlebte zwar die Insolvenz, doch wurde es einer einschneidenden Umstrukturierung unterzogen: der Aktienhandel mit Ener1-Aktien an der New Yorker Börse wurde Ende März 2012 eingestellt, als das Unternehmen von einem Aktien- in ein Privatunternehmen umgewandelt wurde. Wer zum Zeitpunkt der Insolvenz noch Aktien von Ener1 besaß, der bekam pro Stück 0,03 US-Dollar, d. h. so gut wie nichts. Mit Private-Equity-Geldern der Z1 Investment Group von Zingarewitsch (mit Sitz in Moskau) wurde der Firmenbesitz von Ener1 aufgekauft. Mit diesem Vorgehen hat Zingarewitsch die volle Kontrolle über Ener1 bekommen; das Unternehmen ist nun in der Hand der Z1 Investment Group, die dieser mehr oder weniger kontrolliert.
Im Fahrzeugwerk in Elkhart wurde die Produktion mehr oder weniger eingestellt; die von der Produktion verbliebenen Rohkarossen wurden von zwei Monteuren nach dem Abbrechen der Fahrzeugproduktion endmontiert.
Was aus Think Globals Aktivitäten in Norwegen und in Finnland werden wird, ist unklar. Nach Angaben der Z1 Investment Group arbeitet Think an einem E-Bike.

## Modellgeschichte

### Modell A266 Ford Think (11. November 1999 bis 22. März 2002)

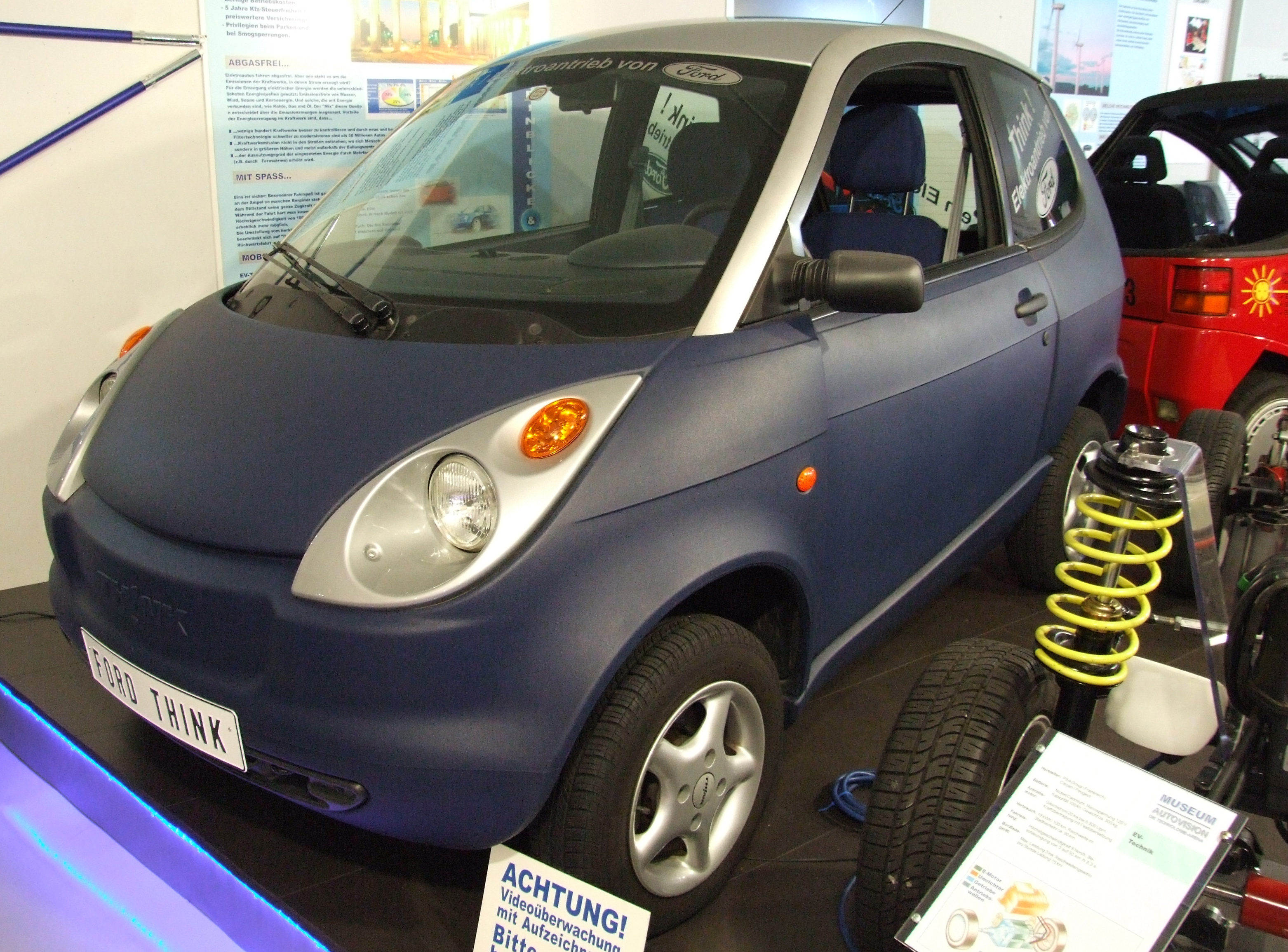
Ford Think im Museum Autovision

Der Zweisitzer wird von 19 wassergekühlten Nickel-Cadmium-Akkus mit Strom versorgt und erreicht bei einer Reichweite von ca. 85 Kilometern eine Höchstgeschwindigkeit von 100 km/h. Der Ford Think wiegt ca. 940 kg. Der Unterbau ist aus Stahl, während die Karosserie aus Thermoplast besteht.
Nach ca. 5 Stunden an einer 230 Volt Steckdose sind die Akkus zu 80 % aufgeladen, vollgeladen sind sie nach ca. 8 Stunden.
Ford hat die Produktion dieses Fahrzeugmodells eingestellt.

### Modell A306
Der Kleinstwagen Think City ist als Stadtfahrzeug konzipiert. Es handelt sich regulär um einen Zweisitzer, im Kofferraum kann jedoch eine zusätzliche Sitzbank für Kinder eingebaut werden. Das Modell ist mit Antiblockiersystem (ABS), elektrischen Fensterhebern, elektrischen Außenspiegeln, Zentralverriegelung ausgestattet, ab Modelljahr 2011 auch mit Klimaanlage und Fahrdynamikregelung (ESP).
Zur Realisierung des Antriebs wurde bis August 2010 ein 30-kW-Elektromotor mit 90 Nm, Dauerleistung 17 kW, Spannung: 188–407 V, Strom: 0–100 A eingesetzt.

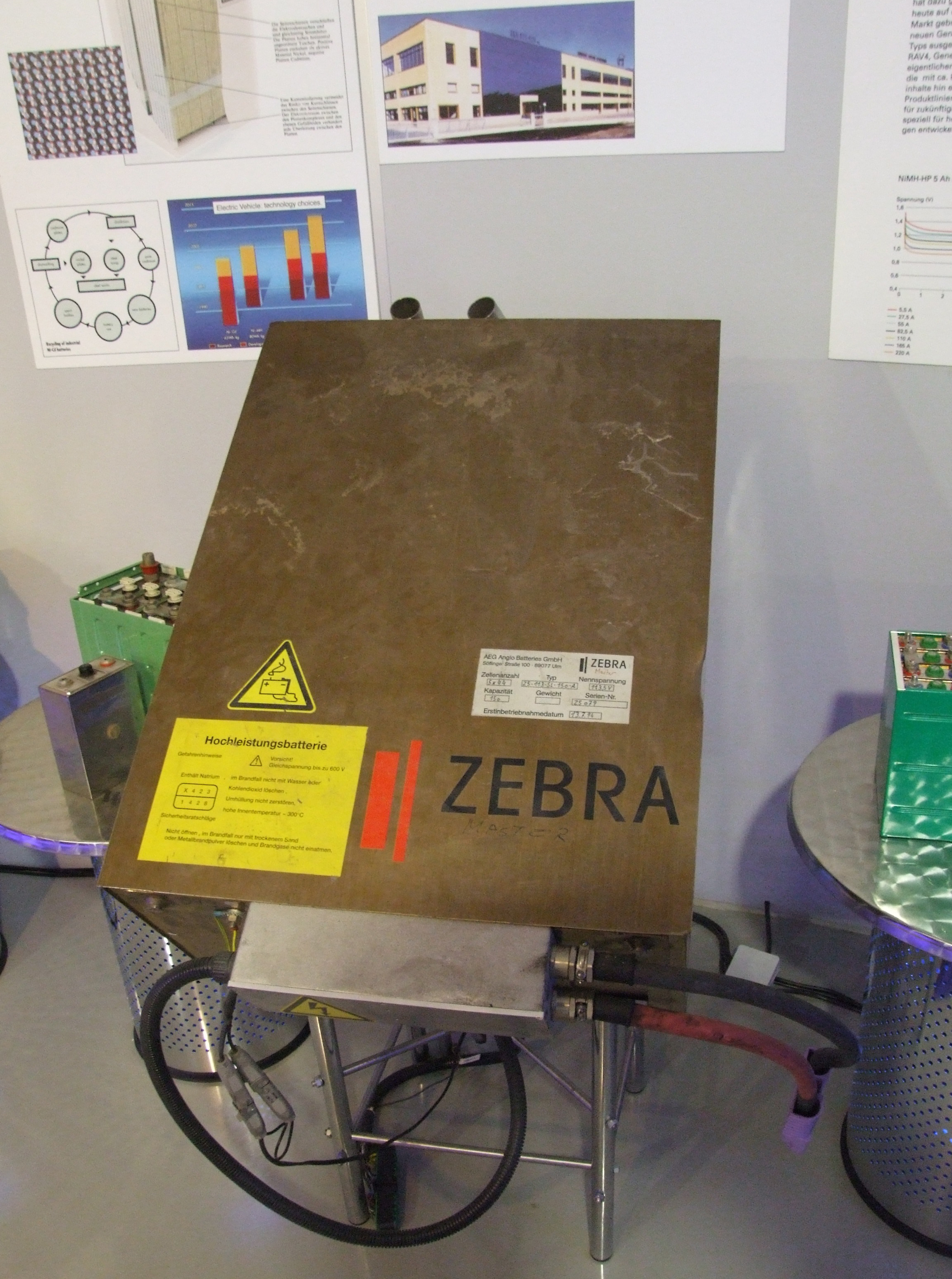
Natrium-Nickelchlorid-Batterie, Museum Autovision, Altlußheim

Mit einer maximalen Reichweite von 160 km (ca. 125 km bei 100 km/h, der Höchstgeschwindigkeit) übertrifft es Elektrofahrzeuge früherer Bauweise um etwa das Doppelte. Dabei kommt ein Natrium-Nickelchlorid-Akku zum Einsatz, auch Zebra-Batterie genannt. Diese besitzt eine Arbeitstemperatur von 270° Celsius und hat eine Energiedichte von ca. 94 Wh/kg-120 Wh/kg in der Praxis. (Theoretisch wären bis zu 150 Wh/kg möglich.)
Kritiker zweifelten an der Haltbarkeit der Zebra-Batterie, obwohl dieser Akkutyp seit Jahren weiterentwickelt wurde und u. a. auch in militärischen Anwendungen (Torpedos, U-Booten) zum Einsatz kommt. Das Preismodell des Think City ging ursprünglich darauf ein, indem das Fahrzeug verkauft, der Akkumulator jedoch vermietet werden sollte. So wäre das Risiko beim Hersteller geblieben. Der Hersteller scheint sich jedoch seiner Sache sicher, denn ihre Einsatzfähigkeit wurde bereits in hohem Maße nachgewiesen. Dr. Cord-Henrich Dustmann, ehemaliger Leiter der Zebra-Aktivitäten bei MES-DEA, berichtet in einem Vortrag im Juni 2004 hinsichtlich der Lebensdauer einer Testbatterie, dass ein Akku bereits seit elf Jahren im Betrieb sei und über 3000 Ladezyklen durchlaufen habe. MES-DEA gibt eine Garantie von 5 Jahren auf Zebra-Traktionsbatterie im Think City, ab Baujahr 2010. Bei diesen Fahrzeugen wurde per Software die entnehmbare Kapazität verringert, so dass die Reichweite von 180 auf 160 km verringert wurde. Eine Verbreitung in größerem Maßstab gelang jedoch noch nicht, da der Akkutyp nahezu unbekannt ist, obwohl er ursprünglich in der A-Klasse von Mercedes eingesetzt werden sollte. Die Zebra-Traktionsbatterie war von AEG, einer damaligen Daimler-Tochter, entwickelt worden. Im August 2010 fuhren fünf Think City mit ZEBRA-Batterie bei der e-Miglia 2010, der ersten internationalen Elektroautorallye über die Alpen mit und konnten damit viele Zweifler überzeugen.
Später wurde von der Firma Think Global AS als Alternative zur Zebra-Traktionsbatterie auch eine Lithium-Ionen-Traktionsbatterie mit gleicher Reichweite aber kleineren Abmessungen angeboten, da diese Traktionsbatterieart eine etwas höhere Energiedichte aufweist und nicht ständig beheizt werden muss. Allerdings sind Lithium-Ionen-Akkumulatoren in ihrem Leistungsverhalten temperaturabhängig, was bei kalten Umgebungstemperaturen (im Vergleich zu normalen oder warmen Temperaturen) zu Einbußen bei der Reichweite führen kann.
Die Bosch-Servicebetriebe in Deutschland, Österreich und der Schweiz sind ins Servicegeschäft für Elektrofahrzeuge eingestiegen. Für Think City-Elektrofahrzeuge führt Bosch-Car-Service (BCS) im Auftrag des Importeurs und Elektroauto-CarSharing Anbieters Move About (Bremen) künftig alle Wartungs- und Reparaturarbeiten durch, teilte Bosch im Dezember 2010 mit.
In der Schweiz sind ausgewählte Bosch-Car-Service Betriebe Servicepartner des Importeurs M-Way und bieten so ein flächendeckendes Servicenetz.
Die Steuergeräte des Think City wurden in die elektronischen Diagnosesysteme für Werkstätten aufgenommen, so dass nun ein flächendeckendes Werkstattnetz für das Elektroauto verfügbar ist. Diese Zusammenarbeit zwischen Move About und Bosch entstand in den deutschen Elektromobilitätsprojekten des deutschen Konjunkturpakets II, da der Think City in mehreren Modellregionen (Bundesministerium für Digitales und Verkehr) und Modellprojekten (Bundesministerium für Wirtschaft und Klimaschutz) eingesetzt wird.
| Technische Details    | Technische Details |
| --------------------- | ------------------ |
| Höchstgeschwindigkeit | 100 km/h           |
| Reichweite            | 180 km             |
| Ladezeit              | 10 Stunden         |